# Мохаммед Рафи
Шри Мохаммед Рафи (в.-пандж. ਮੁਹੰਮਦ ਰਫ਼ੀ [mʊham̩məd rəfi], хинди मोहम्मद रफ़ी, англ. Mohammed, Mohammad или Mohd. Rafi; 24 декабря 1924 года в деревне Котла Султан Сингх близ Амритсара, провинция Пенджаб, Британской Индии − 31 июля 1980 года, Бомбей, Индия) — известный индийский певец пенджабского происхождения, один из «золотых голосов» мужского закадрового исполнения индийского кино (наряду с Манна Деем, Мукешем и Кишором Кумаром), записавший за свою карьеру почти 5 тысяч вокальных партий и удостоенный ряда кинематографических премий (в частности, 6 призов Filmfare Award за лучший мужской закадровый вокал — в 1961, 1962, 1965, 1967, 1969 и 1978 годах), а также нескольких государственных наград, включая Падма Шри (1967).

## Биография

### Детство и юность
Мохаммед Рафи родился в деревне Котла Султан Сингх (близ Амритсара в нынешнем индийском штате Пенджаб), пятым или шестым из 6 сыновей брадобрея и кулинара Хаджи Али Мохаммеда. Вскоре после его рождения семья переехала в Лахор (ныне в Пакистане), где по настоящее время сохранился их родовой дом. Рафи впервые стал проявлять интерес к пению в раннем детстве, имитируя песнопения факиров на лахорских улицах. Его старший брат Мохаммеддин и его приятель Абдул Хамид, обратив внимание на талант мальчика, стали поощрять его пение и сыграли роль в уговорах родителей позволить сыну серьёзно осваивать эту профессию.
Рафи изучил основы классического индийского вокала под наставничеством устадов Баде Гхулам Али Хана, Абдул Вахид Хана, пандита Дживанлала Матту и Фироза Низами. Его первое публичное выступление состоялось в Лахоре, когда ему было 13, по другим данным — около 15 лет, когда на концерте певца Кунданлала Сайгала отключилось электричество и кто-то предложил Рафи спеть, чтобы развлечь нервничающую публику. Присутствовавший среди зрителей Шьям Сундар, впечатлённый искусством юноши, пригласил его в Бомбей петь для фильмов и сделал его первую запись в качестве закадрового вокалиста в дуэте с Зинат Бегум «Soniye Nee, Heeriye Nee» для фильма на пенджаби «Gul Baloch» (в 1941; выпущен в прокат в 1944). В том же году Мохаммед Рафи был приглашён петь на лахорскую студию радиовещательной компании All India Radio.

### Начало карьеры (Бомбей, 1940-е годы)
В 1944 году Рафи в сопровождении Абдул Хамида приехал в Бомбей, где они сняли на двоих комнату в густонаселённом районе Бхенди-Базар, известном своим тесным сообществом музыкантов. Поэт Танвир Накви представил его нескольким кинопродюсерам, включая Абдуррашида Кардара и Мехбуб Хана, а также актёру и режиссёру Назиру. Уже знакомый с молодым музыкантом Шьям Сундар предоставил ему возможность спеть и записать дуэт с Г. М. Дуррани «Aji dil ho qaabu mein to dildar ki aisi taisi…» для фильма «Gaon Ki Gori», который стал первой вокальной записью Мохаммеда для кино на хинди, за которой последовали и другие.

## Частичная фильмография
(Полная фильмография включает не менее 860 фильмов, из которых около 55 закончены после смерти певца или использовали для озвучивания его архивные записи)
1940-е годы
- «Jugnu» (англ.) (1947) — студент
- «Лейли и Маджнун» (1949) — певец с бородой
- «Сезон дождей» (1949)

1950-е годы
- «Бродяга» (1951)
- «Aan» (англ.) (1952)
- «Два бигха земли» (1953)
- «Туда-сюда» (1954)
- «Чистильщики обуви» (1954)
- «Пробуждение» (1954)
- «Shabaab» (англ.) (1954)
- «Господин 420» (1955)
- «Девдас» (1955)
- «Seema» (англ.) (1955)
- «Тайком от всех» (1956)
- «Basant Bahar» (англ.) (1956)
- «C.I.D.» (англ.) (1956)
- «Жажда» (1957)
- «Мать Индия» (1957)
- «Новый век» (1957)
- «Еврейка» (1958)
- «Ховрский мост» (1958)
- «Суджата» / «Неприкасаемая»(1959)

1960-е годы
- «Полная луна» (1960)
- «Сын по неволе» (1960)
- «Чёрный рынок» (1960)
- «Barsaat Ki Raat» (англ.) (1960)
- «Bewaqoof» (англ.) (1960)
- «Chhalia» (англ.) (1960)
- «Ганга и Джамна» (1961)
- «Нас двое»  (1961)
- «Boy Friend» (англ.) (1961)
- «Kabuliwala» (англ.) (1961)
- «Jab Pyar Kisi Se Hota Hai» (англ.) (1961)
- «Baat Ek Raat Ki» (англ.) (1962)
- «Твоё сердце безумно» (1962)
- «Возлюбленная моя» (1963)
- «Не властна над любовью власть» (1963)
- «Ромео и Джульета: новая история» (1963)
- «Phir Wohi Dil Laya Hoon» (англ.) (1963)
- «Читралекха» (1964)
- «Ayee Milan Ki Beta» (англ.) (1964)
- «Haqeeqat» (англ.) (1964)
- «Испытание временем» (1965)
- «Когда распускаются цветы» (1965)
- «Любовь в Кашмире» (1965)
- «Святой» (1965)
- «Семья» (1965)
- «Gumnaam» (англ.) (1965)
- «Да здравствует любовь» (1966)
- «Любовь в Токио» (1966)
- «Материнская любовь» (1966)
- «Teesri Manzil» (англ.) (1966)
- «Вечер в Париже» (1967)
- «Вокруг света» (1967)
- «Лицом к лицу» (1967)
- «Ночь и день» (1967)
- «Похититель ценностей» (1967)
- «Upkaar» (англ.) (1967)

- «Голубой лотос» / «Нилкамал» (1968)

- «В смятении» (1969)
- «Мечта» (1969)
- «Преданность»  (1969)
- «Цветок и два садовника» (1969)
- «Pyar Ka Mausam» (англ.) (1967)

1970-е годы
- «Война и любовь» (1970)
- «Красивый и упрямый» (1970)
- «Любовь и богатство» (1970)
- «Моё имя Клоун» (1970)
- «Опасное сходство» (1970)
- «Aan Milo Sajna» (англ.) (1970)
- «Ishq Par Zor Nahin» (англ.) (1970)
- «Jahan Pyar Mile» (англ.) (1970)
- «Andaaz» (англ.) (1971)
- «Jaane-Anjaane» (англ.) (1971)
- «Джохар и Мехмуд в Гонконге» (1971)
- «Красный камень» (1971)
- «Моя родина» (1971)
- «Слоны — мои друзья» (1971)
- «Твоя красота опьяняет» (1972)
- «Gora Aur Kala» (англ.) (1972)
- «Гордыня» (1973)
- «Затянувшаяся расплата» (1973)
- «Найти друг друга» (1973)
- «Герой» (1974)
- «Друг» (1974)
- «Haath Ki Safai» (англ.) (1974)
- «Kunwara Baap» (англ.) (1974)
- «Us Paar» (англ.) (1974)
- «Гроза» (1975)
- «Испытание любви» (1975)
- «Geet Gaata Chal» (англ.) (1975)
- «Uljhan» (англ.) (1975)
- «Только любовь» (1976)
- «Bairaag» (англ.) (1976)
- «Амар, Акбар, Антони» (1977)
- «Вечная сказка любви» (1977)
- «Это жизнь» (1977)
- «Бриллиант „Шалимар“» (1978)

- «Внебрачный сын» (1978)

- «Клятвы и обещания» (1978)
- «Ganga Ki Sauganhd» (англ.) (1978)
- «Чёрный камень» (1979)
- «Kartavya» (англ.) (1979)
- «Suhaag» (англ.) (1979)

1980-е годы (большей частью — после смерти певца)
- «Долг чести» (1980)
- «Абдулла» (1980)
- «Красивая жизнь» (1980)
- «Рам и Балрам» (1980)
- «Горячее сердце» (1981)
- «Крепкая дружба» (1981)
- «Калиа» (1981)
- «Судьба» (1981)
- «Katilon Ke Kaatil» (англ.) (1981)
- «Bhagawat» (англ.) (1982)
- «Desh Premee» (англ.) (1982)

## Номинации и награды

### Профессиональные
Индийская Национальная кинопремия за лучший мужской закадровый вокал
| Год  | Партия            | Фильм                    | Композитор      | Автор слов         | Результат | Ссылки        |
| ---- | ----------------- | ------------------------ | --------------- | ------------------ | --------- | ------------- |
| 1978 | Kya Hua Tera Wada | Мы не хуже других (1977) | Рахул Дев Бамин | Маджрух Султанпури | Победа    | [ 14 ] [ 15 ] |

Filmfare Award за лучший мужской закадровый вокал
| Год  | Партия                           | Фильм                        | Композиторы         | Авторы слов                    | Результат | Ссылки        |
| ---- | -------------------------------- | ---------------------------- | ------------------- | ------------------------------ | --------- | ------------- |
| 1961 | Husnwale Tera Jawab Nahin        | Семейная обитель (1961)      | Рави Шанкар Шарма   | Шакил Бадаюни                  | Номинация | [ 17 ] [ 18 ] |
| 1961 | Teri Pyaari Pyaari Surat Ko      | Sasural (1961)               | Шанкар-Джайкишан    | Хасрат Джайпури                | Победа    | [ 17 ] [ 18 ] |
| 1962 | Chaudhvin Ka Chand Ho            | Полная луна (1961)           | Рави Шанкар Шарма   | Шакил Бадаюни                  | Победа    | [ 20 ]        |
| 1963 | Aye Gulbadan Aye Gulbadan        | Профессор (1962)             | Шанкар-Джайкишан    | Хасрат Джайпури                | Номинация | [ 21 ] [ 22 ] |
| 1964 | Mere Mehboob Tujhe Mere          | Возлюбленная моя (1963)      | Наушад Али          | Шакил Бадаюни                  | Номинация | [ 23 ]        |
| 1965 | Chahunga Main Tujhe Saanj Savere | Дружба (1964)                | Лакшмикант-Пьярелал | Маджрух Султанпури             | Победа    | [ 24 ]        |
| 1966 | Chhoo Lene Do Nazuk Hothon Ko    | Тени (1965)                  | Рафи Шанкар Шарма   | Сахир Лудхианви                | Номинация | [ 25 ]        |
| 1967 | Baharo Phool Barsao              | Принцесса и разбойник (1966) | Шанкар-Джайкишан    | Шайлендра                      | Победа    | [ 26 ]        |
| 1969 | Main Gaoon Tum So Jao            | Брахмачари (1968)            | Шанкар-Джайкишан    | Шайлендра                      | Номинация | [ 27 ]        |
| 1969 | Dil Ke Jharokhe Mein             | Брахмачари (1968)            | Шанкар-Джайкишан    | Хасрат Джайпури                | Победа    | [ 27 ]        |
| 1969 | Babul Ki Duvayen                 | Нилкамал (1968)              | Рави Шанкар Шарма   | Сахир Лудхианви                | Номинация | [ 27 ]        |
| 1970 | Badi Mastani Hai                 | Jeene Ki Raah (1969)         | Лакшмикант-Пьярелал | Ананд Бакши                    | Номинация | [ 28 ]        |
| 1971 | Khilona Jaan Kar                 | Игрушка (1970)               | Лакшмикант-Пьярелал | Ананд Бакши                    | Номинация | [ 29 ]        |
| 1974 | Hum Ko To Jaan Se Pyaari         | Naina (1973)                 | Шанкар-Джайкишан    | Хасрат Джайпури                | Номинация | [ 30 ]        |
| 1975 | Achha Hi Huva Dil Toot Gaya      | Maa Bahen Aur Biwi (1974)    | Шарда               | Камар Джалалабади Ведпал Варма | Номинация | [ 31 ]        |
| 1978 | Parda Hai Parda                  | Амар, Акбар, Антони (1977)   | Лакшмикант-Пьярелал | Ананд Бакши                    | Номинация | [ 32 ]        |
| 1978 | Kya Hua Tera Wada                | Мы не хуже других (1977)     | Рахул Дев Бамин     | Маджрух Султанпури             | Победа    | [ 32 ]        |
| 1979 | Aadmi Musaafir Hai               | Близкий человек (1977)       | Лакшмикант-Пьярелал | Ананд Бакши                    | Номинация | [ 33 ]        |
| 1980 | Chalo Re Doli Uthao Kahaar       | Злейший враг (1979)          | Лакшмикант-Пьярелал | Варма Малик                    | Номинация | [ 34 ]        |
| 1981 | Dard-e-dil Dard-e-jigar          | Долг чести                   | Лакшмикант-Пьярелал | Ананд Бакши                    | Номинация | [ 35 ]        |
| 1981 | Maine Poocha Chand Se            | Абдулла                      | Рахул Дев Бамин     | Ананд Бакши                    | Номинация | [ 35 ]        |
| 1981 | Mere Dost Kissa Yeh              | Верные друзья                | Лакшмикант-Пьярелал | Ананд Бакши                    | Номинация | [ 35 ]        |

Премия Бенгальской ассоциации киножурналистов за лучший мужской закадровый вокал
| Год  | Фильм                    | Композиторы         | Авторы слов        | Результат | Ссылки |
| ---- | ------------------------ | ------------------- | ------------------ | --------- | ------ |
| 1957 | Tumsa Nahin Dekha (1957) | Омкар Прасад Найяр  | Маджрух Султанпури | Победа    |        |
| 1965 | Дружба (1964)            | Лакшмикант-Пьярелал | Маджрух Султанпури | Победа    | [ 36 ] |
| 1966 | Любовь в Кашмире (1965)  | Шанкар-Джайкишан    | Хасрат Джайпури    | Победа    | [ 37 ] |

Sur Sringar Award
| Год  | Фильм             | Композитор | Автор слов      | Результат | Ссылки |
| ---- | ----------------- | ---------- | --------------- | --------- | ------ |
| 1965 | Читралекха (1964) | Рошан      | Сахир Лудхианви | Победа    | [ 38 ] |

Ряд источников упоминает также приз «Лучшему певцу», полученный им в 1974 году от журнала «Film World» за исполнение песни «Teree Galiyon Mein Na Rakhenge Qadam Aaj Ke Baad» композитора Уши Кханны.

### Государственные и правительственные
- 1948 — серебряная медаль в честь первой годовщины независимости Индии (от премьер-министра Джавахарлала Неру).
- 1967 — Падма Шри от правительства Индии[40].

### Общественное признание
Мохаммед Рафи неоднократно рассматривался многими как лучший певец Индии или, по крайней мере, индийского кино. Его популярность для аудитории выразилась в частности, в разделённом с Латой Мангешкар титуле «Лучшего певца тысячелетия» от журнала Stardust по результатам спонсированного компанией Hero Honda опроса 2001 года, а также титуле «Лучшего певца кино на хинди» по результатам опроса 2013 года телеканала CNN-IBN.
Того же мнения в целом придерживались его наиболее именитые коллеги по закадровому вокалу, в частности, обладатели высшей профессиональной Премии имени Дадасахеба Фальке Лата Мангешкар (обратившаяся именно к его авторитету за поддержкой своего мнения о роялти для вокалистов, хотя это и вызвало в будущем раздор между ними) и Манна Дей (назвавший его «величайшим певцом, который когда либо был у Индии»).
В 2000-х годах ряд общественных групп и деятелей, включая киноактёра Судипа Панди, парламентария Шайлендру Кумара, сенатора и министра Рам Виласа Пасвана и других, официально заявляли, что Мохаммед Рафи должен быть посмертно удостоен высшей гражданской награды Бхарат Ратна, а также премии Фальке, однако к настоящему времени правительством Индии такого решения принято не было.